# Geum pyrenaicum
Espèce
Classification phylogénétique
La benoîte des Pyrénées  ou benoite des Pyrénées (Geum pyrenaicum) est une espèce de plantes à fleurs de la famille des Rosaceae. Elle est endémique des Pyrénées et de la cordillère Cantabrique.

## Description
Plante herbacée vivace n'excédant pas les 40 cm de hauteur.

## Caractéristiques
- Organes reproducteurs[2]
  - Couleur dominante des fleurs : jaune
  - Période de floraison : juillet-août
  - Inflorescence : cyme unipare hélicoïde.
  - Sexualité : hermaphrodite
  - Ordre de maturation : ?
  - Pollinisation : entomogame
- Graine[2]
  - Fruit : akène
  - Dissémination : épizoochore
- Habitat et répartition[1],[2]
  - Étage : haut de l'étage montagnard, étage subalpin, jusqu'au bas de l'étage alpin
  - Habitat type : pelouses rocailleuses, couloirs herbeux dans les roches calcaires
  - Aire de répartition : orophyte pyrénéen et cantabrien

## Photographies

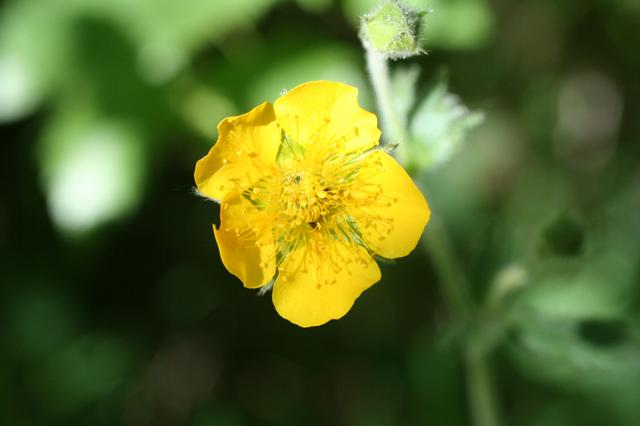
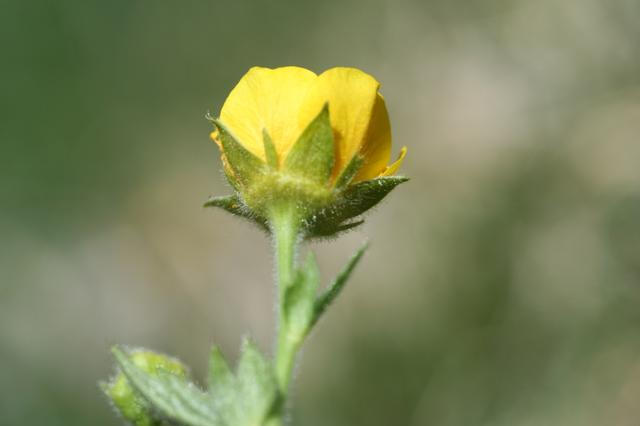
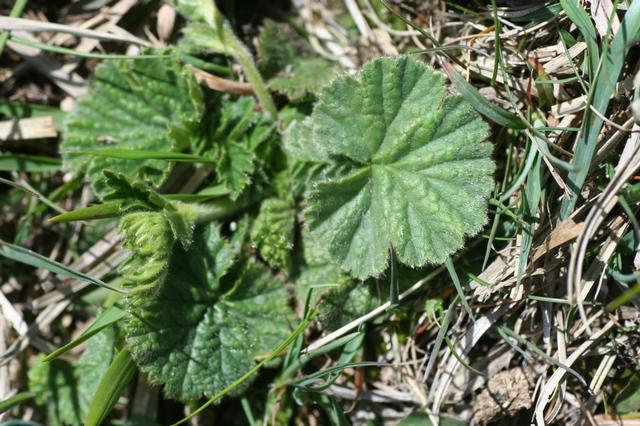